# Schimanski: Die Schwadron
Die Schwadron ist ein Fernsehfilm aus der Kriminalreihe Schimanski der ARD.
Der Film wurde von Colonia Media produziert und am 9. November 1997 zum ersten Mal gesendet. Es ist die erste Folge der Schimanski-Reihe mit Götz George, nachdem er die Rolle bereits in der Fernsehreihe Tatort von 1981 bis 1991 verkörpert hatte.

## Handlung
Nach einem bewaffneten Überfall auf ein von Albanern geführtes Bordell wird Ex-Kommissar Horst Schimanski, der sich in Belgien als Boxtrainer eine neue Existenz aufgebaut hat, reaktiviert und zur Duisburger Polizei versetzt. Man eröffnet ihm, dass sein Kollege Thanner von einem Lastwagen gezielt überfahren und dabei getötet wurde. Die Düsseldorfer Staatsanwaltschaft unter Ilse Bonner vermutet einen Maulwurf bei der Duisburger Polizei. Der Verdacht fällt auf den Beamten Tobias Schrader.
Die Polizeiwelt hat sich gewandelt. Schimanski trifft auf Kollegen, die nur noch mit Schlips und Kragen Kriminalfälle lösen. Sein alter Kollege Grollmann führt ihn in sein Amt ein. Schimanski beginnt in einer albanischen Kneipe mit Hilfe von Schrader, Informationen über den Verbleib des Überlebenden Amecaj zu sammeln, der dem Bordell-Überfall entkommen konnte. Als sie ihn bei seiner Familie stellen, flüchtet dieser bis in eine U-Bahn, wobei Schimanski ihn verfolgt und sich als Geisel anbietet. Nach Verlassen der Bahn schildert ihm Amecaj, dass er keinem „Bullen“ vertraue, da er meint, dass Polizisten für den Überfall verantwortlich waren. Doch Schrader, der Schimanski befreien will, schießt Amecaj in den Hals, bevor er mehr erzählen kann. Schwer verletzt kommt dieser ins Krankenhaus und wird dort von Unbekannten entführt. Seine Leiche wird in einer Erzgrube auf einem Industriegelände gefunden, mit einem Bibelspruch im Mund, wie bei seinem Vater, der nach dem Anschlag auf das Bordell entführt und ermordet in die Kanalisation verbracht wurde.
Es handelt sich dabei um den Bibelvers Der Herr ist mein Richter. Jedes Opfer hat zuvor solch einen Zettel mit einem toten Fisch per Post erhalten. Auch Thanner, wie sich herausstellt, als Schimanski mit dessen Tochter Nina Bekanntschaft macht. Nina, Thanners Tochter, war Augenzeugin beim Tod ihres Vaters und hatte den Täter gesehen. Seitdem ist sie auf der Flucht. Schimanski versteckt sie und bittet seinen Kollegen Grollmann auf sie aufzupassen. Bei ihm soll Nina per Phantombild den Mörder beschreiben und trifft auf dem Polizeirevier auf jenen welchen. Der Mann, der Thanner überfahren hat kommt als Polizist gekleidet zu Grollmann ins Büro. Zu spät erkennt Nina, dass Grollmann etwas im Schilde führt.
In der Zwischenzeit prüfen Schrader und Schimanski die Angabe von Amecaj, der eine brisante Akte bei seinem Anwalt Boisson hinterlegt haben soll. Sie folgen der Mutter des Anwalts und finden ihn unter falschem Namen in einem Hotel. Als der Attentäter dort auftaucht, kann der misstrauische Boisson über die Tiefgarage fliehen. Er wird von einem Motorrad verfolgt, wovon aus während der Fahrt eine Bombe am Fahrzeug befestigt wird. Der Wagen verunfallt und Boisson wird in ein altes Stahlwerk verschleppt. Durch Schraders Datenbank finden sie heraus, dass Boisson einen Täter frei bekam, der eine junge Prostituierte ermordet hatte, die für die Albaner arbeitete. Schimanski hat derweil ein Handy eines überwältigten Attentäters an sich genommen und bekommt einen Anruf von Grollmann, der glaubt seinen Mitarbeiter am Telefon zu haben. Schimanskis Stimme verleitet Grollmann zum Entschluss, mit Nina, die bei ihm ist, zum Stahlwerk zu fahren. Dort sollen das Mädchen und der Anwalt sterben.
Schimanski und Schrader kommen noch rechtzeitig dorthin und können Nina vor Grollmanns Männern retten. Als Schimanski Grollmann in Gegenwart des gefesselten Anwalts Boisson zur Rede stellt, erfährt er, dass sein Kollege ein Selbstjustiz-Kommando in der Polizei aufbaut. Die Warnbriefe wurden von ihm verschickt, um seine Opfer in Panik zu versetzen. Thanner musste sterben, da er dieses Konzept nicht unterstützte und melden wollte. Plötzlich wird Grollmann von Nina mit Thanners Waffe in den Rücken geschossen. Um Nina zu schützen, erklärt Schimanski der zwischenzeitlich erschienenen Staatsanwältin Bonner, dass er ihn erschossen habe.
Schimanski nimmt Nina mit nach Belgien. Sein Team hat den Boxkampf verloren und Nina wird seinem besten Schüler zum Trainieren anvertraut.

## Hintergrund
Nachdem Götz George die Figur Schimanski 1991 zum letzten Mal für die Sendereihe Tatort gespielt hatte, ließ er sich sechs Jahre später überreden, die Rolle wieder auferstehen zu lassen.